# 羅復
羅復（1514年—？），字子貞，號雨巖，江西南昌府南昌縣人，匠籍，明朝政治人物。

## 生平
江西鄉試第九十五名舉人。嘉靖三十二年（1553年）中式癸丑科會試第二百四十二名，三甲第二百八十六名進士。吏部观政，授行人，三十六年十月选授福建道試御史，三十八年四月實授，三十九年巡按南直隶，陈马政四事。曾任河南归德府知府。擢升山东按察司副使。

## 家族
曾祖羅照昇；祖父羅慱道；父羅鎬，母萬氏；繼母萬氏。具庆下。兄明阳（典史）、东阳、弟泉阳、洛阳、孔阳、乾阳。